# Edward Zwick
Edward Zwick (Chicago, Illinois, 1952. október 8. –)  Oscar-, valamint háromszoros Primetime Emmy-díjas amerikai filmrendező és producer.

## Élete és pályafutása
Chicagóban született zsidó származású családban. A Harvardon végzett 1974]-ben. 1975-ben fejezte be tanulmányait az Amerikai Filmintézet konzervatóriumában.
Első rendezői munkája a Family című televíziós sorozathoz kötődik, ami 1976-tól 1980-ig futott. A szérián dolgozott Marshall Herskovitz is, akivel Zwick később közös produkciós céget alapított The Bedford Falls Company néven. Három tévéfilm után Zwick 1986-ban debütált a mozivásznon a Mi történt az éjjel? című romantikus vígjáték-drámával. Ezt követte az öt Oscar-díjra jelölt Az 54. hadtest, ami meghozta Denzel Washington számára első elismerését az Akadémiától.
A The Bedford Falls Company égisze alatt elsőként a Szenvedélyek viharában (1994) készült el, a cég és egyben Zwick legnagyobb sikere azonban a Tom Cruise főszereplésével készült Az utolsó szamuráj volt, amely 2003 decemberében került a mozikba. 2006-ban jelent meg a Véres gyémánt Leonardo DiCaprióval a főszerepben.
Produceri munkái között megtalálható még a többszörös díjnyertes Szerelmes Shakespeare és a Traffic. Előbbiért ő is vehetett át aranyszobrot legjobb film kategóriában.

## Filmográfia

### Film
| Év   | Magyar cím                   | Eredeti cím                 | Feladatkör | Feladatkör | Feladatkör |
| Év   | Magyar cím                   | Eredeti cím                 | Rendező    | Író        | Producer   |
| ---- | ---------------------------- | --------------------------- | ---------- | ---------- | ---------- |
| 1986 | Mi történt az éjjel?         | About Last Night...         | Igen       | Nem        | Nem        |
| 1989 | Az 54. hadtest               | Glory                       | Igen       | Nem        | Nem        |
| 1992 | Országúti amazonok           | Leaving Normal              | Igen       | Nem        | Nem        |
| 1994 | Szenvedélyek viharában       | Legends of the Fall         | Igen       | Nem        | Igen       |
| 1996 | A bátrak igazsága            | Courage Under Fire          | Igen       | Nem        | Nem        |
| 1998 | A velencei kurtizán          | Dangerous Beauty            | Nem        | Nem        | Igen       |
| 1998 | Szükségállapot               | The Siege                   | Igen       | Igen       | Igen       |
| 1998 | Szerelmes Shakespeare        | Shakespeare in Love         | Nem        | Nem        | Igen       |
| 2000 | Traffic                      | Traffic                     | Nem        | Nem        | Igen       |
| 2001 | Nevem Sam                    | I Am Sam                    | Nem        | Nem        | Igen       |
| 2002 | Elhagyatva                   | Abandon                     | Nem        | Nem        | Igen       |
| 2002 | Kovbojok és bolondok         | Lone Star State of Mind     | Nem        | Nem        | Vezető     |
| 2003 | Az utolsó szamuráj           | The Last Samurai            | Igen       | Igen       | Igen       |
| 2006 | Véres gyémánt                | Blood Diamond               | Igen       | Nem        | Igen       |
| 2008 | Ellenállók                   | Defiance                    | Igen       | Igen       | Igen       |
| 2010 | Szerelem és más drogok       | Love & Other Drugs          | Igen       | Igen       | Igen       |
| 2014 | Abu Ghraib fiai              | Boys of Abu Ghraib          | Nem        | Nem        | Vezető     |
| 2014 | Barátok gyűrűjében           | About Alex                  | Nem        | Nem        | Vezető     |
| 2014 |                              | Cut Bank                    | Nem        | Nem        | Igen       |
| 2014 | Gyalogáldozat                | Pawn Sacrifice              | Igen       | Nem        | Igen       |
| 2016 | Jack Reacher: Nincs visszaút | Jack Reacher: Never Go Back | Igen       | Igen       | Nem        |
| 2016 | A Nagy Fal                   | The Great Wall              | Nem        | Sztori     | Nem        |
| 2016 | Egy nemzet születése         | The Birth of a Nation       | Nem        | Nem        | Vezető     |
| 2017 | Amerikai bérgyilkos          | American Assassin           | Nem        | Igen       | Nem        |
| 2017 | A nő, aki előttünk jár       | Woman Walks Ahead           | Nem        | Nem        | Igen       |
| 2017 |                              | Silas                       | Nem        | Nem        | Vezető     |
| 2018 |                              | Trial by Fire               | Igen       | Nem        | Igen       |